# Dywizja Piechoty Schlesien
Dywizja Piechoty Schlesien (niem. Infanterie-Division Schlesien) – jedna z niemieckich dywizji piechoty utworzona w lipcu 1944 na poligonie w Neuhammer (obecnie Świętoszów) w VIII Okręgu Wojskowym, jako dywizja pozorowana. Była jedną z dywizji 28. fali mobilizacyjnej Wehrmachtu. 
W sierpniu 1944 przydzielona Grupie Armii C we Włoszech, jeszcze w tym samym miesiącu użyta do odświeżenia 94. Dywizji Piechoty.

## Skład
- 1 pułk grenadierów Schlesien
- 2 pułk grenadierów Schlesien
- batalion artylerii
- batalion pionierów